# Alezio (Wein)
Alezio ist ein Rotwein aus der süditalienischen Provinz Lecce in der Region Apulien. Der Wein hat seit 1983 eine „kontrollierte Herkunftsbezeichnung“ (Denominazione di origine controllata – DOC), die zuletzt am 7. März 2014 aktualisiert wurde.

## Erzeugung
Der Wein muss zu mindestens 80 % aus der Rebsorte Negroamaro gekeltert werden; höchstens 20 % andere rote Rebsorten (Malvasia Nera di Lecce, Sangiovese und/oder Montepulciano) dürfen – einzeln oder zusammen – zugesetzt werden.

## Anbaugebiet
Der Anbau ist innerhalb der Provinz Lecce gestattet in den Gemeinden Alezio und Sannicola sowie in Teilen der Gemeinden von Gallipoli und Tuglie.

## Beschreibung
Laut Denomination (Auszug):
- Farbe: intensives Korallenrot
- Geruch: weinig, anhaltend
- Geschmack: trocken, harmonisch, samtig, mit einem leicht bitteren Nachgeschmack
- Alkoholgehalt: mindestens 12,0 Vol.-%
- Säuregehalt: mind. 5,5 g/l
- Trockenextrakt: mind. 18,0 g/l[1]